# اللغة الهاوائية
اللغة الهاوائية هي واحدةٌ من اللغات الأسترونيزية استمد اسمها من جزر هاواي التابعة للولايات المتحدة الأمريكية، كما أنها اللغة الرسمية لهذه الجزر.
ورمز هذه اللغة هو hwa

## الاسم
اللغة الهاوائية هي اللغة التي حصلت على هذا الاسم من اسم جزيرة هاواي، وهي التي تقع في المنطقة المدارية على المحيط الهادئ وجزيرة هاواي هي الجزيرة الكبرى في أرخبيل جزر هاواي، والتي اكتشفها وسماها بهذا الاسم المستكشف جيمس كوك 1778.
بحلول يوليه 1823، بدأ استخدام عبارة «اللغة الهاوائية» (بالإنجليزية: Hawaiian Language)‏، وكانت تطلق عليها عبارات أخرى مثل "Owhihe Language" و"Owhyhee language"

## الأصل والعائلة
هاواي هي لغة من لغات بولينيزيا (بالإنجليزية: Polynesian)‏ التي تنتمي لعائلة لغات الأوسترونيسيان، وترتبط ارتباطا وثيقاً بلغات بولينزينيا الأخرى (على سبيل المثال، التاهيتية، الماورية، رابا نوي (لغة جزيرة الفصح)، وساموا)، وبفارق كبير عن الفيجية وبفارق أكبر عن لغات " الملايو، أندونيسيا، مدغشقر "، ولغات السكان الأصليين للفلبين (على سبيل المثال، البانجاسينان، المالطية، الفلبيني ) وتايوان (على سبيل المثال، بايوان، روكاي، ثوا، بابوزا، ساروا، اليامي).
اندمجت لغة الارخبيل مع لغات موجات المهاجرين التاهيتين، ومع الوقت نشأت ونضجت اللغة الهاوائية.

## إثبات العلاقة بالعائلة
باستخدام نهج مقارنة اللغات (بالإنجليزية: Lexicostatistics)‏ يمكننا تحديد درجة علاقة اللغة الهاوائية باللغات الأخرى في نفس العائلة.
وهذا النهج يستخدم في تحديد مدى قرابة لغة ما بلغة أو لغات أخرى اجنبية، وهو تقوم أساسا على تحديد عدد الكلمات المشتركة بين اللغات، وهي قائمة من الفردات الموجودة في كل لغات العالم تقريبا، والتي تسمي ما يسمى ب «المفردات الأساسية» (أو قائمة سواديش) وتبلغ نحو 200 كلمة، لها معاني مثل («العين»، و«الشعر»، و«الدم»، و«المياه».. الخ) وقياس العلاقة العائلية بين اللغات يعبر عنه بنسبة مئوية. على سبيل المثال، فان الكلمات المشركة بين اللغة الهاوائية هاواي والإنجليزية هي (صفر)في قائمة «المفردات الأساسية»، مما يعنى ان الصلة الوراثية بينهما هي 0%، على النقيض من ذلك، اللغة الهاوائية وتاهيتي تمتلكان نحو 152 مشتركة في قائمة سواديش، وبالتالى يقدر بأنهما على صلة وراثية تساوى 76%، وفقا لمعادلة (152 ÷ 200 = 0.76).
باستخدام طريقة المقارنة بين اللغات، فانه يتم ملاحظة الكلمات المشتركة وعلاقاتها ببعضها وتقسم النتائج إلى:
1. متماثلة
2. أصوات متشابهة
3. أصوات متباينة

وفي حين ان المتماثلة لا تحتاج إلى توضيح إلا ان المتشابهة والمتباينة على أساس المعايير الصوتية تحتاج إلى تدريب مهنى كبير ودراسة متعمقة لمختلف التراكيب والجمل والاستخدامات.
في كل الحالات يجب أن نخرج الكلمات المأخوذة من لغات أخرى والدخيلة على هذه اللغة.
الجدول التالي، أرقام عشرية توفر مجموعة من البيانات حول عشرة معانى من اللغة الأوسترونيسيان البدائية (بالإنجليزية: Proto-Austronesian language)‏ يرمز لها اختصارا ب (بالإنجليزية: PAN)‏
النجمة (*) تستخدم لإظهار أن هذه هي افتراضية.
ويظهر الجدول تقارب هذه اللغات:
| Decimal Numbers                                                  | 1         | 2       | 3      | 4       | 5      | 6      | 7      | 8      | 9         | 10        |
| ---------------------------------------------------------------- | --------- | ------- | ------ | ------- | ------ | ------ | ------ | ------ | --------- | --------- |
| أوسترونيسيانية بدائية، حوالي 4000 قبل الميلاد (بالإنجليزية: PAN)‏ | ‎ *isa‏     | ‎ *DuSa‏  | ‎ *telu‏ | ‎ *Sepat‏ | ‎ *lima‏ | ‎ *enem‏ | ‎ *pitu‏ | ‎ *walu‏ | ‎ *Siwa‏    | ‎ *puluq‏   |
| تجالوج، 2000 ميلادية (بالإنجليزية: Tagalog)‏                      | ‎ isá‏      | ‎ dalawá‏ | ‎ tatló‏ | ‎ ápat‏   | ‎ limá‏  | ‎ ánim‏  | ‎ pitó‏  | ‎ waló‏  | ‎ siyám‏    | ‎ sampu‏    |
| إلوكانو، 2000 ميلادية (بالإنجليزية: Ilokano / Ilocano)‏           | ‎ maysa‏    | ‎ dua‏    | ‎ talló‏ | ‎ uppat‏  | ‎ limá‏  | ‎ innem‏ | ‎ pitó‏  | ‎ waló‏  | ‎ siám‏     | ‎ sangpulo‏ |
| كابامبانجان، 2000 ميلادية (بالإنجليزية: Kapampangan)‏             | ‎ metung‏   | ‎ adwa‏   | ‎ atlu‏  | ‎ apat‏   | ‎ lima‏  | ‎ anam‏  | ‎ pitu‏  | ‎ walu‏  | ‎ siyam‏    | ‎ apulu‏    |
| كيبوانو، 2000 ميلادية (بالإنجليزية: Cebuano)‏                     | ‎ usá‏      | ‎ duhá‏   | ‎ tuló‏  | ‎ upat‏   | ‎ limá‏  | ‎ unom‏  | ‎ pitó‏  | ‎ waló‏  | ‎ siyám‏    | ‎ napulu‏   |
| ملاوية، 2000 ميلادية (بالإنجليزية: Malay)‏                        | ‎ satu‏     | ‎ dua‏    | ‎ tiga‏  | ‎ empat‏  | ‎ lima‏  | ‎ enam‏  | ‎ tujuh‏ | ‎ lapan‏ | ‎ sembilan‏ | ‎ sepuluh‏  |
| جاوية، 2000 ميلادية (بالإنجليزية: Javanese)‏                      | ‎ siji‏     | ‎ loro‏   | ‎ telu‏  | ‎ papat‏  | ‎ limo‏  | ‎ nem‏   | ‎ pitu‏  | ‎ wolu‏  | ‎ songo‏    | ‎ sepuluh‏  |
| ملجاسي، 2000 ميلادية (بالإنجليزية: Malagasy)‏                     | ‎ irai(ka)‏ | ‎ roa‏    | ‎ telo‏  | ‎ efatra‏ | ‎ dimy‏  | ‎ enina‏ | ‎ fito‏  | ‎ valo‏  | ‎ sivy‏     | ‎ folo‏     |
| ماورية، 2000 ميلادية (بالإنجليزية: Māori)‏                        | ‎ tahi‏     | ‎ rua‏    | ‎ toru‏  | ‎ whā‏    | ‎ rima‏  | ‎ ono‏   | ‎ whitu‏ | ‎ waru‏  | ‎ iwa‏      | ‎ tekau‏    |
| التونجية، 2000 ميلادية (بالإنجليزية: Tongan)‏                     | ‎ taha‏     | ‎ ua‏     | ‎ tolu‏  | ‎ fa:‏    | ‎ nima‏  | ‎ ono‏   | ‎ fitu‏  | ‎ valu‏  | ‎ hiva‏     | ‎-fulu‏     |
| اللغة الهاوائية، 2000 ميلادية (بالإنجليزية: Hawaiian)‏            | ‎ kahi‏     | ‎ lua‏    | ‎ kolu‏  | ‎ ha:‏    | ‎ lima‏  | ‎ ono‏   | ‎ hiku‏  | ‎ ʋalu‏  | ‎ iʋa‏      | ‎ -hulu‏    |